# Gouvernement Bouabid I
Pour les articles homonymes, voir Bouabid et Gouvernement Bouabid.
Monarchie constitutionnelle
Osman II Bouabid II
Le gouvernement Bouabid I est le seizième gouvernement du Maroc depuis son indépendance en 1955. Formé le 27 mars 1979 par le Dahir N° 1.79.77, il a pris fin le 5 octobre 1981.

## Composition
| Fonction                                                                                 | Nom                        |
| ---------------------------------------------------------------------------------------- | -------------------------- |
| Premier ministre Ministre de la Justice                                                  | Mohamed Maâti Bouabid      |
| Ministre d’État chargé des Affaires étrangères et de la Coopération                      | M’hamed Boucetta           |
| Ministre d’État chargé des Postes et des Télécommunications                              | Mahjoubi Aherdane          |
| Ministre d’État chargé des Affaires culturelles                                          | M'hammed Bahnini           |
| Ministre de l’Equipement et de la Promotion nationale                                    | Mohamed Douiri             |
| Ministre des Habous et des Affaires islamiques                                           | Ahmed Ramzi                |
| Ministre chargé des Relations avec le Parlement                                          | Mohamed Haddou Chiguer     |
| Ministre de l’Agriculture et de la Réforme agraire                                       | Abdellatif Ghissassi       |
| Ministre de l’Intérieur                                                                  | Driss Basri                |
| Ministre des Finances                                                                    | Abdelkamel Reghay          |
| Ministre de l’Education nationale et de la Formation des cadres                          | Azzeddine Laraki           |
| Ministre de l’Emploi et de la Formation professionnelle                                  | Mohamed Arsalane Jadidi    |
| Ministre de la Jeunesse et des Sports                                                    | Abdelhafid Kadiri          |
| Ministre des Affaires sociales et de l’Artisanat                                         | Abdellah Gharnit           |
| Ministre de l’Habitat et de l’Aménagement du Territoire                                  | Abbas El Fassi             |
| Ministre des Affaires administratives                                                    | Mansouri Benali            |
| Ministre des Transports                                                                  | Mohand Ounacer             |
| Ministre de la Santé publique                                                            | Rahal Rahali               |
| Ministre de l’Energie et des Mines                                                       | Moussa Saâdi               |
| Ministre du Commerce et de l’Industrie                                                   | Azzeddine Guessous         |
| Ministre du Tourisme                                                                     | Abdeslam Znined            |
| Ministre de l'Information                                                                | Abdelouahed Belkeziz       |
| Ministre délégué auprès du Premier ministre                                              | Abdellatif Jouahri         |
| Secrétaire d’État auprès du Premier ministre chargé du Plan et du Développement régional | Taïeb Bencheikh            |
| Secrétaire d’État aux Affaires Étrangères                                                | Abderrahmane Baddou        |
| Secrétaire d’État chargé de l’Enseignement supérieur et de la Recherche scientifique     | Saïd Belbachir             |
| Secrétaire d’État chargé de la Formation des cadres                                      | Abdelhak Tazi              |
| Secrétaire d’État auprès du Premier ministre chargé des Affaires sahraouies              | Khalli-Henna Ould Errachid |

## Sources